# Marmorgesichttamarin
Der Marmorgesichttamarin (Saguinus inustus) ist eine Primatenart aus der Familie der Krallenaffen.

## Merkmale
Marmorgesichttamarine sind wie alle Krallenaffen relativ kleine Primaten. Sie erreichen eine Kopfrumpflänge von 21 bis 26 Zentimetern, ihr Schwanz wird 33 bis 41 Zentimeter lang. Ihr Fell ist vorwiegend schwarz gefärbt, am hinteren Teil des Rumpfes wird es leicht rötlich. Der Schwanz ist schwarz. Wie bei allen Krallenaffen befinden sich an den Fingern und Zehen (mit Ausnahme der Großzehe) Krallen statt Nägel. Das Gesicht ist weitgehend unbehaart und mit schwarzen Sprenkelungen versehen.

## Verbreitung und Lebensraum

Verbreitungsgebiet (rot)

Marmorgesichttamarine leben im Amazonasbecken in Südamerika, ihr Verbreitungsgebiet umfasst das südöstliche Kolumbien und das nordwestliche Brasilien bis zum Rio Negro. Ihr Lebensraum sind Wälder, häufig sind sie in Sekundärwäldern mit dichtem Unterholz zu finden.

## Lebensweise
Diese Primaten sind wie alle Krallenaffen tagaktiv und bewegen sich auf allen vieren oder springend durch das Geäst. Dabei halten sie sich in den unteren Baumschichten auf und kommen selten über zehn Meter Höhe. Sie leben in Gruppen von drei bis sechs (manchmal bis zu elf) Tieren, die Gruppen sind um ein fortpflanzungsfähiges Paar organisiert und bewohnen Territorien von rund 35 Hektar. Gibt es mehrere Weibchen in einer Gruppe, pflanzt sich nur das dominante fort. Wie bei allen Tamarinen dürften Zwillingsgeburten überwiegen und die Väter sich an der Jungenaufzucht beteiligen. Die Tiere sind Allesfresser, die Früchte, Blüten, Baumsäfte, Insekten und andere Kleintiere fressen.

## Gefährdung
Marmorgesichttamarine sind relativ anpassungsfähige Primaten, die auch in der Nähe des Menschen leben können, zudem ist ihr Verbreitungsgebiet sehr dünn besiedelt. Die IUCN listet die Art darum als „nicht gefährdet“ (least concern).